# Boconád
Boconád község Heves vármegye Hevesi járásában.

## Fekvése
A vármegye déli részén helyezkedik el, Karácsondtól 19, Hevestől 11 kilométer távolságra.
A szomszédos települések: észak felől Tarnabod, északkelet felől Erdőtelek, kelet felől Alatka (Heves különálló településrésze), délkelet felől Heves, dél felől Jászszentandrás, délnyugat felől Tarnaméra, nyugat felől pedig Tarnazsadány.

### Megközelítése
Csak közúton közelíthető meg, Tarnaméra vagy Heves érintésével a 3204-es úton, Tarnabod felől pedig a 32 108-as számú mellékúton. Határszélét keleten érinti még a 3207-es út is.

## Története
Első okleveles említése 1331-ből Bochanad néven található. 1381-ben a Domoszlai családé, ennek kihaltával 1418-tól 1492-ig a Rozgonyiak birtoka.
1522-ig a Kompolthy családé, majd az Országh családé. 1549–52 között török pusztítás nyomán néptelen. 1635-ben újonnan benépesült helység. 1706-ban a rácok ismét elpusztítják. 1712-ben népesül be újra, véglegesen.
1715-től a 19. század második feléig két család a birtokosa, a Szeleczky és az Almásy család. Szeleczky II. Márton 1755-ben a falu belterületén majorságot létesített, 1760-ban kastélyt épített. A majorság céljára kiszemelt területről kitette a jobbágyokat, akik Nagyiván pusztára költöztek. 1818 után Szeleczky III. Márton özvegye, Gosztonyi Apollónia lett a falu egyik felének tulajdonosa, aki testvéreit tette meg örökösévé.
1848 előtt két középbirtokos földesúr jobbágyfaluja. Lélekszáma 1786-ban 624, 1860-ban 870 fő.
A község jelenleg a környék egyik jelentős zöldségtermesztő települése. Jelentős ipara nincs, lakóiból néhányan kisebb volumenű ipari és szolgáltató tevékenységet végeznek.

## Közélete

### Polgármesterei
- 1990–1994: Sedon János (független)[3]
- 1994–1998: Sedon János (független)[4]
- 1998–2002: Sedon János Pál (független)[5]
- 2002–2006: Hevér János (független)[6]
- 2006–2010: Hevér János (MSZP)[7]
- 2010–2014: Kis István (független)[8]
- 2014–2019: Kis István (független)[9]
- 2019–2024: Kis István (független)[10]
- 2024– : Kis István (független)[1]

## Népesség
A település népességének változása:
| Lakosok száma | 1303 | 1298 | 1274 | 1290 | 1244 | 1214 | 1225 |
|               | 2013 | 2014 | 2015 | 2021 | 2022 | 2023 | 2024 |

2001-ben a település lakosságának közel 100%-a magyar nemzetiségűnek vallotta magát.
A 2011-es népszámlálás során a lakosok 87,8%-a magyarnak, 0,2% cigánynak, 1% németnek, 0,5% románnak mondta magát (12,2% nem nyilatkozott; a kettős identitások miatt a végösszeg nagyobb lehet 100%-nál). A vallási megoszlás a következő volt: római katolikus 58,7%, református 1,1%, görögkatolikus 0,2%, felekezeten kívüli 11,3% (28,5% nem nyilatkozott).
2022-ben a lakosság 91,4%-a vallotta magát magyarnak, 0,9% cigánynak, 0,7% németnek, 0,1-0,1% szlováknak és románnak, 1,4% egyéb, nem hazai nemzetiségűnek (8,4% nem nyilatkozott; a kettős identitások miatt a végösszeg nagyobb lehet 100%-nál). Vallásuk szerint 39,1% volt római katolikus, 2,7% református, 0,2% görög katolikus, 0,2% evangélikus, 0,9% egyéb keresztény, 1,1% egyéb katolikus, 13,7% felekezeten kívüli (41,9% nem válaszolt).

## Nevezetességei
- Római katolikus templom. Mária Magdolna tiszteletére felszentelt. A régi római katolikus templom helyén 1767 után építették fel az újat, mely egyhajós barokk épület. A költségeket Szeleczky Márton földesúr viselte. A templom és a plébániaház barokk együttese 1775-re épült fel. A templom berendezése – az oltárok, a szószék – is 18. századi barokk munka.
- Nepomuki Szent János-szobor. A templomkertben lévő szobor 1807-ben készült.
- Golgota-szoborcsoport. Késő barokk, 1792-ben készült.
- Szeleczky-kastély. A Szeleczky család barokk kastélya U alaprajzú épület, 1760-ban épült fel. Előcsarnokában az építéskor készült, nagyon szép rokokó falképek láthatók ma is. Az épület ma iskola. Hajdani parkjában a hatalmas, százéves fák lenyűgözőek.